# Braunschweiger Straße 4 (Magdeburg)

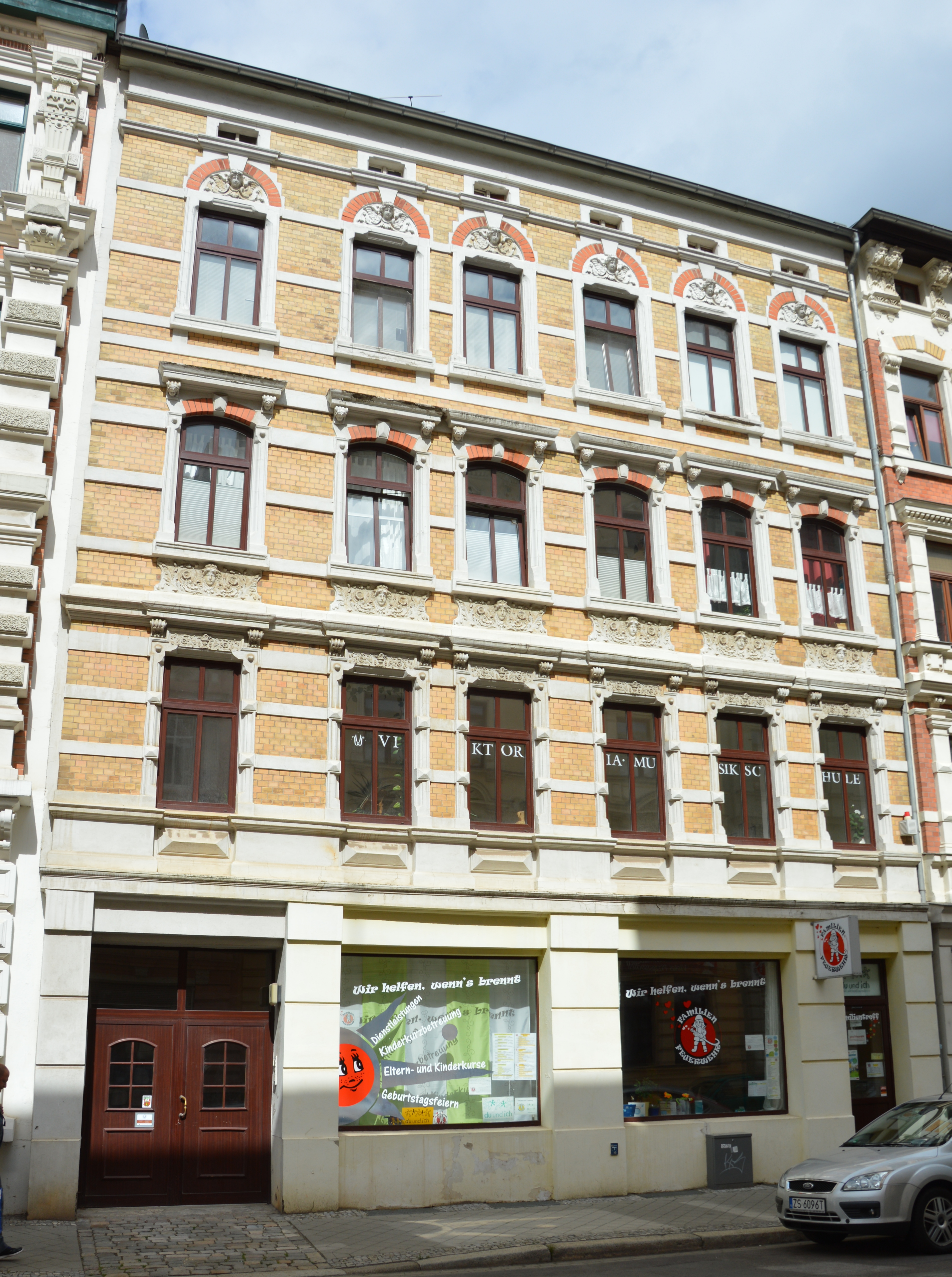
Braunschweiger Straße 4

Das Haus Braunschweiger Straße 4 ist ein denkmalgeschütztes Wohn- und Geschäftshaus in Magdeburg in Sachsen-Anhalt.

## Lage
Es befindet sich auf der Ostseite der Braunschweiger Straße im Magdeburger Stadtteil Sudenburg. Das Gebäude gehört als  Einzeldenkmal zum Denkmalbereich Braunschweiger Straße 1–10, 98–108. Nördlich grenzt das gleichfalls denkmalgeschützte Haus Braunschweiger Straße 5, südlich das Gebäude Braunschweiger Straße 3 an.

## Architektur und Geschichte
Der viereinhalbgeschossige gelbe Ziegelbau wurde im Jahr 1887 durch den Maurermeister A. Rüther nach einem eigenen Entwurf erbaut. Die sechsachsige Fassade ist im Stil des Neumanierismus gestaltet. Die tektonischen Bauglieder sind aus Putzelementen erstellt. Darüber hinaus bestehen zum Teil figürliche gearbeitete Reliefs aus Stuck. Die oberhalb einiger Fenster eingebrachten Überfangbögen sind hingegen aus roten Ziegelsteinen erstellt. Im Erdgeschoss befindet sich ein Ladengeschäft, dessen Gestaltung jedoch nicht mehr der ursprünglichen Ausführung entspricht.
Im Denkmalverzeichnis für Magdeburg ist das Wohn- und Geschäftshaus unter der Erfassungsnummer 094 81929 als Baudenkmal verzeichnet.
Das Gebäude gilt als Bestandteil des gründerzeitlichen Straßenzugs als städtebaulich bedeutend und ist ein Beispiel für die Architektur der Gründerzeit in Sudenburg.